# デイヴィッド・ブリン
デイヴィッド・ブリン（David Brin,デビッド ブリンと表記されることもある。 1950年10月6日 - ）は、アメリカ合衆国の小説家、SF作家。スケールの大きなハードSFを得意とする。親日家でもある。
ヒューゴー賞、ローカス賞、ジョン・W・キャンベル記念賞、ネビュラ賞を受賞している。
2007年に日本の横浜市で開催されたワールドコンにゲストとして招待され、暗黒星雲賞月曜部門を受賞した。また、同賞ゲスト部門でも次点となっている。

## 経歴
1950年、カリフォルニア州グレンデールに生まれる。1973年、カリフォルニア工科大学で天文学学士号取得。カリフォルニア大学サンディエゴ校で応用物理学の修士号（1978年）と宇宙科学の博士号（1981年）を取得している。
2010年、ニック・ボストロムの Institute for Ethics and Emerging Technologies のフェローになっている。
現在、子供たちと共にカリフォルニア州南部に在住。

## 知性化シリーズ
未来史の一種である知性化シリーズは作品数は少ないが、評価が高い。「知性化の嵐」シリーズも含めた長編6作品の他に、短編もいくつかある。
知性化シリーズはロールプレイングゲームであるガープスのサプリメントとしてゲーム化されている。ただし、ブリンは情報を提供しただけでサプリメントの作者ではない。

## 作風とテーマ
知性化シリーズ以外の作品では、技術革新が人類に与える影響がよく描かれている。これは、北米の現代SF全般によく見られるテーマである。例えば、『プラクティス・エフェクト』、『グローリー・シーズン』、『キルン・ピープル』がある。
ユダヤ人であることが作品テーマにも影響を与えている。1つは Tikkun Olam という教えで、「人間は世界をよりよい場所にする使命を負っている」という考え方である。もう1つは法律と合法性の重視というユダヤ教の伝統である。

## 小説以外の活動
ブリンはアメリカ国防総省、CIA、P&G、SAP、Googleといった様々な組織や企業でコンサルタントを務めている。
また、SFやファンタジーの評論も書いており、スター・ウォーズや指輪物語を批判している。スター・ウォーズに関しては、ジョージ・ルーカスが反民主主義的な階級社会を描いている点を批判し、指輪物語については、反対勢力を虐殺する点に伝統的階級社会への愛着が現れているとし、同時にロマン主義的な後ろ向きの世界観を批判している。

## 作品リスト
- 知性化シリーズ
  - サンダイバー (Sundiver, 1980)
  - スタータイド・ライジング(Startide Rising, 1983) - ヒューゴー賞、ネビュラ賞、ローカス賞受賞
  - 知性化戦争 (The Uplift War, 1987) - ヒューゴー賞、ローカス賞、星雲賞受賞
- 「知性化の嵐 (Uplift Storm)」シリーズ
  - 変革への序章 (Brightness Reef, 1995) - 知性化の嵐1
  - 戦乱の大地 (Infinity's Shore, 1996) - 知性化の嵐2
  - 星海の楽園 (Heaven's Reach, 1998) - 知性化の嵐3　- 星雲賞受賞
- プラクティス・エフェクト (The Practice Effect, 1984)
- ポストマン (The Postman, 1985) - 大規模な世界大戦により荒廃し、通信網も寸断された近未来のアメリカ。偶然にもかつての合衆国郵便配達夫の制服を手に入れた一人の流れ者の男が、秩序を取り戻そうと活躍する事になる。ジョン・W・キャンベル記念賞、ローカス賞受賞。ケビン・コスナー監督・主演にてアメリカで映画化され、1997年に公開された。
- 彗星の核へ (Heart of the Comet, 1986) - グレゴリー・ベンフォードと合作。
- ガイア -母なる地球- (Earth, 1990)
- グローリー・シーズン (Glory Season, 1993)
- ファウンデーションの勝利 (Foundation's Triumph, 1999) - 新・銀河帝国興亡史3
- キルン・ピープル[上・下] (Kiln People, 2002)